# برج اچ‌اس‌بی‌سی
برج اچ‌اس‌بی‌سی (به انگلیسی: HSBC Tower) آسمان‌خراش ۴۵ طبقه به ارتفاع ۲۰۰ متر، با کاربری اداری-تجاری است، که در شهر لندن، بریتانیا مستقر می‌باشد. پروژه ساخت این ساختمان در سال ۱۹۹۷ آغاز شد و در سال ۲۰۰۲ تکمیل و افتتاح گردید. شعبه مرکزی و بین‌المللی بانک اچ‌اس‌بی‌سی در این ساختمان قرار دارد.